# Homogeneidad exogrupal
El efecto de homogeneidad exogrupal o efecto de homogeneidad relativa al exogrupo es la percepción que uno tiene de los miembros del exogrupo como más similares entre sí que los miembros del endogrupo, p. "ellos son parecidos, nosotros somos diversos". Los términos "efecto de homogeneidad exogrupal" o "efecto de homogeneidad relativa al exogrupo" se ha contrastado explícitamente con "homogeneidad exogrupal" en general, este último se refiere a la variabilidad percibida del grupo externo no relacionada con las percepciones del grupo interno.
El efecto de homogeneidad exogrupal es parte de un campo de investigación más amplio que examina la variabilidad percibida del grupo. Esta área incluye los efectos de homogeneidad del endogrupo, así como los efectos de homogeneidad del exogrupo, y también trata los efectos de variabilidad percibida del grupo que no están vinculados a la pertenencia dentro o fuera del grupo, como los efectos relacionados con el poder, estado y tamaño de los grupos.
El efecto de homogeneidad exogrupal se ha encontrado en una amplia variedad de grupos sociales, desde grupos políticos y raciales hasta grupos de edad y género.
Se ha señalado que esto conlleva a varias implicaciones sobre los estereotipos. Los perceptores tienden a tener impresiones sobre la diversidad o variabilidad de los miembros del grupo en torno a esas tendencias centrales o atributos típicos de esos miembros del grupo. Por lo tanto, los juicios de estereotipicidad del exogrupo se sobreestiman, lo que respalda la opinión de que los estereotipos fuera del grupo son sobregeneralizaciones.
El efecto de homogeneidad exogrupal a veces se denomina "sesgo de homogeneidad exogrupal". Tal nomenclatura insinúa un debate metateórico más amplio que está presente en el campo de la psicología social. Este debate se centra en la validez de las percepciones elevadas de la homogeneidad dentro y fuera del grupo, donde algunos investigadores ven el efecto de homogeneidad como un ejemplo de sesgo cognitivo, mientras que otros investigadores ven el efecto como un ejemplo de percepción social normal y a menudo adaptativa.